# ソフィヤ・ヤノフスカヤ
ソフィヤ・アレクサンドロヴナ・ヤノフスカヤ（露: Софья Александровна Яновская、ロシア語ラテン翻字: Sofya Aleksandrovna Yanovskaya, Sof'ja Aleksandrovna Janovskaja、1896年1月31日 - 1966年10月24日
）は、ソビエト連邦の数学者、哲学者、歴史家。主に数学史、数理論理学、数学の哲学を研究した。ソビエト連邦における数理論理学の研究の復興と、カール・マルクスの数学手稿の発表・編集に尽力した。

## 経歴
ブレスト近郊のプルジャヌィにて、ユダヤ人会計士の家庭に生まれた。1915年から1918年までオデッサの女子高校で学び、共産主義に傾倒した。1923年までオデッサの党幹部として活動したのち、赤色教授研究所で教職に就いた。1931年から引退まで（第二次世界大戦期を除き）、モスクワ大学で教授を務めた。
エンゲルスは自著の中でカール・マルクスの数学の著作に言及している。ヤノフスカヤはマルクスの数学手稿を発見し、1933年にロシア語で出版した。1935年、モスクワ大学で博士号を取得した。マルクスの数学原稿におけるヤノフスカヤの研究は1930年代に始まり、中国の超準解析の研究に影響を及ぼした可能性がある。学界においてヤノフスカヤは数学史と数学の哲学の功績で認識され、若年層の研究者に影響を与えた。 1935年にルートヴィヒ・ヴィトゲンシュタインがソビエトに来訪した際、ヤノフスカヤはヴィトゲンシュタインに対してソビエトへの移住を断念するよう奨めた。
糖尿病によりモスクワにて没し、ノヴォデヴィチ墓地に埋葬された。
その功績を称えて、レーニン勲章が授与されている。